# Futbol'nyj Klub Rubin Kazan' 2018-2019
Questa voce raccoglie le informazioni riguardanti il Futbol'nyj Klub Rubin Kazan' nelle competizioni ufficiali della stagione 2018-2019.

## Stagione
Nella stagione 2018-2019 il FK Rubin Kazan' ha disputato la Prem'er-Liga, massima serie del campionato russo di calcio, terminando il torneo all'undicesimo posto.

## Maglie
| Manica sinistra · Manica sinistra · Maglietta · Maglietta · Manica destra · Manica destra · Pantaloncini · Pantaloncini · Calzettoni | Manica sinistra · Manica sinistra · Maglietta · Maglietta · Manica destra · Manica destra · Pantaloncini · Pantaloncini · Calzettoni |  | Manica sinistra · Manica sinistra · Maglietta · Maglietta · Manica destra · Manica destra · Pantaloncini · Pantaloncini · Calzettoni · Calzettoni |

## Rosa
| N. |                    | Ruolo | Calciatore            |
| -- | ------------------ | ----- | --------------------- |
| 3  | Russia (bandiera)  | D     | Ibragim Callagov      |
| 4  | Spagna (bandiera)  | D     | Chico Flores          |
| 5  | Croazia (bandiera) | D     | Filip Uremović        |
| 7  | Russia (bandiera)  | C     | Vjačeslav Podberëzkin |
| 8  | Russia (bandiera)  | C     | Vladislav Panteleev   |
| 9  | Russia (bandiera)  | A     | Roman Akbašev         |
| 10 | Russia (bandiera)  | A     | Dmitrij Poloz         |
| 11 | Russia (bandiera)  | A     | Aleksandr Bucharov    |
| 12 | Ucraina (bandiera) | D     | Ihor Kalinin          |
| 14 | Russia (bandiera)  | D     | Vladimir Granat       |
| 16 | Russia (bandiera)  | P     | Timur Akmurzin        |
| 18 | Russia (bandiera)  | C     | Pavel Mogilevec       |

| N. |                   | Ruolo | Calciatore       |
| -- | ----------------- | ----- | ---------------- |
| 19 | Russia (bandiera) | C     | Choren Bajramjan |
| 21 | Russia (bandiera) | P     | Egor Baburin     |
| 23 | Russia (bandiera) | P     | Ivan Konovalov   |
| 35 | Russia (bandiera) | P     | Soslan Džanaev   |
| 44 | Spagna (bandiera) | D     | César Navas      |
| 77 | Iran (bandiera)   | C     | Reza Shekari     |
| 80 | Russia (bandiera) | D     | Egor Sorokin     |
| 88 | Russia (bandiera) | C     | Ruslan Kambolov  |
| 91 | Russia (bandiera) | D     | Vitalij Ustinov  |
|    | Russia (bandiera) | C     | Evgenij Baškirov |
|    | Russia (bandiera) | D     | Fëdor Kudrjašov  |

## Risultati

### Prem'er-Liga
| Kazan' 29 luglio 2018 1ª giornata | Rubin | 2 – 1 referto | Krasnodar | Kazan Arena |

| Chimki 3 agosto 2018 2ª giornata | Dinamo Mosca | 1 – 1 referto | Rubin | Arena Chimki |

| Kazan' 12 agosto 2018 3ª giornata | Rubin | 0 – 1 referto | Zenit San Pietroburgo | Kazan Arena |

| Groznyj 18 agosto 2018 4ª giornata | Achmat Groznyj | 1 – 1 referto | Rubin | Stadion imeni Achmat-Chadži Kadyrova |

| Kazan' 25 agosto 2018 5ª giornata | Rubin | 1 – 1 referto | CSKA Mosca | Kazan Arena |

| Rostov sul Don 31 agosto 2018 6ª giornata | Rostov | 1 – 1 referto | Rubin | Rostov Arena |

| Kazan' 15 settembre 2018 7ª giornata | Rubin | 1 – 0 referto | Enisej | Kazan Arena |

| Tula 22 settembre 2018 8ª giornata | Arsenal Tula | 2 – 2 referto | Rubin | Stadio Arsenal |

| Kazan' 1º ottobre 2018 9ª giornata | Rubin | 2 – 1 referto | Kryl'ja Sovetov Samara | Kazan Arena |

| Kazan' 6 ottobre 2018 10ª giornata | Rubin | 1 – 0 referto | Ural | Kazan Arena |

| Ufa 20 ottobre 2018 11ª giornata | Ufa | 0 – 0 referto | Rubin | Stadio Neftjanik |

| Kazan' 29 ottobre 2018 12ª giornata | Rubin | 1 – 1 referto | Spartak Mosca | Kazan Arena |

| Orenburg 5 novembre 2018 13ª giornata | Orenburg | 1 – 0 referto | Rubin | Stadio Gazovik |

| Kazan' 11 novembre 2018 14ª giornata | Rubin | 0 – 0 referto | Lokomotiv Mosca | Kazan Arena |

| Kaspijsk 24 novembre 2018 15ª giornata | Anži | 1 – 1 referto | Rubin | Anži-Arena |

| Kazan' 30 novembre 2018 16ª giornata | Rubin | 1 – 1 referto | Dinamo Mosca | Kazan Arena |

| San Pietroburgo 9 dicembre 2018 17ª giornata | Zenit San Pietroburgo | 1 – 2 referto | Rubin | Stadio San Pietroburgo |

| Kazan' 2 marzo 2019 18ª giornata | Rubin | 1 – 0 referto | Achmat Groznyj | Kazan Arena |

| Mosca 9 marzo 2019 19ª giornata | CSKA Mosca | 3 – 0 referto | Rubin | Arena CSKA |

| Kazan' 16 marzo 2019 20ª giornata | Rubin | 0 – 2 referto | Rostov | Kazan Arena |

| Krasnojarsk 30 marzo 2019 21ª giornata | Enisej | 1 – 1 referto | Rubin | Stadio Centrale |

| Kazan' 7 aprile 2019 22ª giornata | Rubin | 0 – 0 referto | Arsenal Tula | Kazan Arena |

| Samara 12 aprile 2019 23ª giornata | Kryl'ja Sovetov Samara | 1 – 0 referto | Rubin | Samara Arena |

| Ekaterinburg 21 aprile 2019 24ª giornata | Ural | 2 – 1 referto | Rubin | Stadio Centrale |

| Kazan' 24 aprile 2019 25ª giornata | Rubin | 1 – 1 referto | Ufa | Kazan Arena |

| Mosca 29 aprile 2019 26ª giornata | Spartak Mosca | 1 – 1 referto | Rubin | Otkrytie Arena |

| Kazan' 3 maggio 2019 27ª giornata | Rubin | 2 – 0 referto | Orenburg | Kazan Arena |

| Mosca 10 maggio 2019 28ª giornata | Lokomotiv Mosca | 4 – 0 referto | Rubin | RŽD Arena |

| Kazan' 20 maggio 2019 29ª giornata | Rubin | 0 – 0 referto | Anži | Kazan Arena |

| Krasnodar 26 maggio 2019 30ª giornata | Krasnodar | 1 – 0 referto | Rubin | Stadio FK Krasnodar |

### Coppa di Russia
| Chimki 26 settembre 2018 Sedicesimi di finale | Chimki | 0 – 1 referto | Rubin | Arena Chimki |

| Kazan' 25 ottobre 2018 Ottavi di finale | Rubin | 1 – 0 referto | Dinamo Mosca | Kazan Arena |

| Mosca 5 dicembre 2018 Quarti di finale - andata | Lokomotiv Mosca | 1 – 0 referto | Rubin | RŽD Arena |

| Kazan' 6 marzo 2019 Quarti di finale - ritorno | Rubin | 0 – 1 referto | Lokomotiv Mosca | Kazan Arena |